# OS/2
OS/2 je počítačový operační systém firmy IBM vyvíjený v letech 1987–2001.

## Historie
V roce 1986 se firmy IBM a Microsoft rozhodovaly, jaký operační systém by měl nahradit jejich stávající DOS a stát se nativním systémem přicházející řady počítačů IBM PS/2. První verzi tohoto systému představily roku 1987. OS/2 1.00 podporoval hardwarový multitasking. Systém nabízel pouze textové rozhraní, umožňující zobrazit jeden program, zatímco ostatní běžely na pozadí. Maximální velikost podporovaných disků byla 32 MiB.
Ke konci roku 1988 byla představena verze OS/2 1.10 Standard Edition (Trimaran). Ta již měla rozhraní grafické, které bylo pojmenováno Presentation Manager. Také velikost podporovaných disků se rozšířila, jeden oddíl mohl mít až 2 GiB. Systém souborů byl typu FAT. Počátkem následujícího roku (1989) se objevila další verze OS/2, a sice 1.10 Extended Edition. Přibyl komunikační správce a nástroj pro správu databází. Tento relační databázový systém byl pojmenován Database Manager, později byl označován jako DB2.
Ještě tohoto roku, avšak až na podzim, vznikla další verze OS/2 1.20 (Sloop), Standard Edition i Extended Edition. Bylo vylepšeno grafické rozhraní a souborový systém HPFS (předchůdce NTFS). Také začala práce na verzi 2.0, jež se měla stát prvním 32bitovým operačním systémem pro osobní počítače. Ta měla běžet na procesorech řady 80386. Také začala příprava třetí verze, jež by plnila funkci síťového serveru nezávislého na platformě.
V roce 1990 se firmy IBM a Microsoft rozešly. Zisky plynoucí Microsoftu z prodeje Windows 3.0 začaly být pro něj mnohem lákavější než případná spolupráce. IBM pokračovala ve vývoji OS/2 2.0 a udržování OS/2 řady 1.x. Microsoft se plně věnoval svým Windows a ponechal si rozpracovaný OS/2 3.0, který posloužil jako základ pro nové řady Windows, tedy Windows NT.
V roce 1991 uvedla IBM OS/2 1.30 s kódovým označením Cutter. Většina systému byla přepracována tak, aby neobsahovala kód od Microsoftu. Navíc se výrazným způsobem zjednodušila instalace ovladačů, byl přidán programovací jazyk REXX, přibyla podpora fontů Adobe Type 1 a cache pro souborový systém HPFS. Ovladače pro zobrazovací zařízení již podporovaly i rozlišení 1024×768.
Začátkem roku 1992 vyšel systém OS/2 2.0 s kódovým značením Cruiser. 32bitový systém umožňoval díky virtuálnímu stroji spouštění mnoha programů určených původně jak pro DOS, tak pro Windows. IBM také zakoupila licenci na Windows 3.0, které pak prodávala pod názvem Win-OS/2.
Způsob spouštění programů ve virtuálních počítačích tak, jako by byly odděleny na různých fyzických počítačích, umožňoval, aby pád jedné aplikace pro Windows nenarušil běh aplikace jiné. Programy komunikovaly pomocí DDS a tzv. schránky. Objevil se také Workspace Shell, objektově orientované grafické rozhraní.
Počátkem roku 1993 se objevila i verze 2.10 (Borg). V ní byl 32bitový grafický subsystém, Multimedia Presentation Manager, který podporoval video a zvuk. Zlepšila se podpora aplikací z Windows 3.1, přibyla podpora karet PCMCIA na přenosných počítačích a podpora vylepšeného řízení spotřeby (APM).
OS/2 for Windows (Ferengi) byl systém téměř stejný, ale byl určený pro uživatele, kteří již měli licenci Windows 3.1 a nechtěli za ni znovu platit při nákupu OS/2. Cena této verze byla tedy o zmíněnou licenci nižší. Verze OS/2 2.11, známá jako ServicePack XR06200 pro OS/2 2.1, obsahovala hlavně opravy různých chyb.
Roku 1994 se změnilo číslování verzí OS/2. Nová verze měla označení OS/2 WARP Version 3 a přinesla vylepšení práce s multimédii, tiskárnami a PCMCIA zařízeními. Systém byl schopen pracovat i na počítačích se 4 MiB operační paměti. Objevila se podpora protokolu TCP/IP, aplikace pro práci s Internetem – Web Explorer, FTP klient a nástroj pro práci s elektronickou poštou Ultimail. Existovala i verze neobsahující Win-OS/2, nazvaná OS/2 Warp for Windows. V roce 1995 byl uveden Warp Connect, systém obohacující Warp 3 o nástroje pro práci v síťovém prostředí.
Počátkem roku 1996 se veřejnosti představil Warp Server. Jednalo se vlastně o Warp 3 doplněný o serverový produkt LAN Server 4.0, který také pocházel od IBM. Nově se objevila podpora vzdáleného přístupu, vylepšeného zálohování systému, dále vylepšená podpora tiskáren a jiné. Koncem téhož roku byl uveden Warp Server SMP. (SMP v názvu označuje symmetric multiprocessing, systém byl tedy schopen podpory víceprocesorových strojů.)
Avšak ještě v roce 1996 byl na podzim uveden OS/2 Warp 4. Systém s kódovým označením Merlin obsahoval podporu Javy, vylepšené grafické rozhraní a především možnost připojení do všech existujících typů počítačových sítí. Systém dovedl rozpoznávat hlasový vstup, a to bez nutnosti instalace dalšího obslužného softwaru.
V roce 1998 byla uvedena další serverová verze OS/2 Warp. Od druhé poloviny devadesátých let vývoj tohoto zajisté zajímavého systému usíná. Byl vydán ještě OS/2 Warp 4.5 s kódovým označením Aurora a několik tzv. Convenience Packů, ale tím asi vše ze strany IBM skončilo. Nadále je však poskytována uživatelská podpora pro stále nezanedbatelné množství instalací po celém světě. Za pokračovatele systému OS/2 je nyní označován eComStation.

## Vlastnosti a technologie

### Uživatelské rozhraní
Grafický systém má vrstvu s názvem Presentation Manager, která spravuje okna, písma a ikony. Tato funkce je podobná nesíťové verzi X11 nebo Windows GDI. Kromě toho se nachází Workplace Shell (WPS) představený v OS/2 2.0. WPS je objektově orientovaný shell umožňující uživateli provádět tradiční výpočetní úlohy, jako je přístup k souborům, tiskárnám, spouštění starších programů a pokročilé objektově orientované úlohy pomocí vestavěných objektů aplikací a aplikací třetích stran, které rozšiřují shell integrovaným způsobem. WPS se řídí standardy uživatelského rozhraní Common User Access společnosti IBM.
WPS představuje objekty jako disky, složky, soubory, programové objekty a tiskárny pomocí System Object Model (SOM), který umožňuje sdílení kódu mezi aplikacemi, případně napsaný v různých programovacích jazycích. Distribuovaná verze nazvaná DSOM umožňovala komunikaci objektů na různých počítačích. DSOM je založen na CORBA. Objektově orientovaný aspekt SOM je podobný a přímým konkurentem Component Object Model společnosti Microsoft, i když je implementován radikálně odlišným způsobem; například jeden z nejpozoruhodnějších rozdílů mezi SOM a COM je podpora SOM pro dědičnost (jeden z nejzákladnějších konceptů OO programování) – COM takovou podporu nemá. SOM a DSOM se již nevyvíjejí.
Multimediální schopnosti OS/2 jsou dostupné prostřednictvím příkazů Media Control Interface. Poslední aktualizace (připojená k verzi IBM zásuvných modulů Netscape Navigator) přidala podporu pro soubory MPEG. Podpora novějších formátů, jako je PNG, progresivní JPEG, DivX, Ogg a MP3, pochází od třetích stran. Někdy je integrován s multimediálním systémem, ale v jiných nabídkách přichází jako samostatné aplikace.